# تیم ملی فوتبال ۷ نفره ایران
تیم ملی فوتبال ۷ نفره ایران (تیم ملی فوتبال سی پی مردان ایران) نماینده فوتبال ۷ نفره بیماران فلج مغزی ایران در مسابقات پارالمپیک و پارآسیایی می‌باشد. این تیم توسط فدراسیون ورزش‌های جانبازان و معلولان جمهوری اسلامی ایران کنترل می‌شود.

## پیشینه
این ورزش سال ۱۹۷۸ برای مردان و سال ۲۰۱۸ برای زنان در دنیا شروع به کار کرده است. فعالیت مردان در ایران سال ۱۹۹۳ و فعالیت زنان در ایران سال ۲۰۲۳ آغاز شده است.
رشته فوتبال ۷ نفره در سال ۱۹۸۴ میلادی به بازیهای پارالمپیک وارد و تحت پوشش سازمان جهانی (CPISRA) فعالیت نمود، و از سال ۲۰۱۴ میلادی مستقل گردید. این رشته در سال ۱۳۷۲ فعالیت خود را در ایران آغاز نمود. اولین دوره مسابقات قهرمانی کشور در سال ۱۳۷۳ برگزار شد. اولین اعزام برون مرزی این رشته در سال ۱۳۷۹ با اعزام به مسابقات بین‌المللی جام طلایی روسیه صورت گرفت. اولین مدال برنز ایران در بازیهای پارالمپیک ۲۰۰۸ پکن به دست آمد. کلیه معلولان فلج مغزی می‌توانند در این رشته فعالیت نمایند.

## تورنومنت‌ها

### بازی‌های پارالمپیک
| سال        | رده       | بازی | برد | برابر | باخت |
| ---------- | --------- | ---- | --- | ----- | ---- |
| ۱۹۸۴       | حاضر نبود | –    | –   | –     | –    |
| ۱۹۸۸       | حاضر نبود | –    | –   | –     | –    |
| ۱۹۹۲       | حاضر نبود | –    | –   | –     | –    |
| ۱۹۹۶       | حاضر نبود | –    | –   | –     | –    |
| ۲۰۰۰       | حاضر نبود | –    | –   | –     | –    |
| ۲۰۰۴       | پنجم      | ۴    | ۲   | ۱     | ۱    |
| ۲۰۰۸       | سوم       | ۵    | ۳   | ۰     | ۲    |
| ۲۰۱۲       | سوم       | ۵    | ۳   | ۰     | ۲    |
| ۲۰۱۶ برزیل | دوم       |      |     |       |      |
| مجموع      | ۴/۹       | ۱۴   | ۸   | ۱     | ۵    |

### قهرمانی جهان

#### قهرمانی درجام جهانی ۲۰۲۴ بارسلونا اسپانیا
تیم ملی فوتبال هفت نفره ایران در این رقابت‌ها شرکت نموده و با پیروزی برابر نیوزلند، ایرلند جنوبی، آلمان به مرحله یک چهارم نهایی راه یافت در این مرحله تیم آمریکا را شکست داده و به دیدار نیمه نهایی رسید در این مرحله با شکست تیم ملی برزیل به دیدار نهایی جام جهانی صعود کرد در این مرحله تیم ملی ایران توانست با غلبه بر تیم اوکراین برای نخستین بار قهرمان جام جهانی را به‌دست بیاورد. نکته جالب در این رقابت‌ها ثبت رکورد شش مسابقه باکلین شیت برای ایران بود که علاوه بر قهرمانی جهان توانستند دروازه خود را بسته نگه دارند.

#### کسب مدال نقره در جام جهانی اسپانیا ۲۰۲۲
تیم ملی فوتبال هفت نفره ایران، در مسابقات قهرمانی جهان در ۲۰۲۲ در کشور اسپانیا شرکت نموده و با پیروزی برابر استرالیا، انگلیس، برزیل و تساوی برابر آمریکا و شکست مقابل اوکراین به مقام دومی رقابت‌های قهرمانی جهان در این رشته دست یافت.
ایران ۴ مدال نقره و ۱مدال طلا (سال ۲۰۲۴) در مسابقات جهانی به دست آورده است: ۲۰۰۷ و ۲۰۱۱ و ۲۰۱۷ و ۲۰۲۲و۲۰۲۴(قهرمان جهان) و در سی پی گیمز هم دوبار شرکت کرده است: سال ۲۰۰۱ به مقام چهارم رسیده و در سال ۲۰۰۵ به مدال برنز رسیده است.
در مسابقات بین‌المللی سال ۲۰۰۹ هلند به مدال برنز رسیده است.

### بازی‌های پاراآسیایی
| سال   | رده    | بازی | برد | برابر | باخت |
| ----- | ------ | ---- | --- | ----- | ---- |
| ۲۰۱۰  | قهرمان | ۵    | ۵   | ۰     | ۰    |
| ۲۰۱۴  | قهرمان | ۴    | ۴   | ۰     | ۰    |
| مجموع | ۲/۲    | ۹    | ۹   | ۰     | ۰    |

در ۲۰۱۸ و ۲۰۲۲ از بازیهای آسیایی این رشته حذف شد. احتمال حضور مجدد این ورزش در بازیهای آسیایی ۲۰۲۶ و بازیهای المپیک ۲۰۲۸ وجود دارد.
سال ۲۰۰۶ قهرمان بازیهای فسپیک شد.

### قهرمانی آسیا و اقیانوسیه[۵][۶][۷]

#### دومین دوره ۲۰۲۳ استرالیا
تیم ملی کشورمان در گروه نخست با تیم‌های ژاپن، استرالیا، هند و تایلند همگروه شد.
پدر مهدی طارمی به عنوان یکی از اعضای تیم ملی فوتبال ۷ نفره ایران در آستانه کسب قهرمانی آسیا قرار گرفته است. تیم فوتبال ۷ نفره ایران که در استرالیا حضور دارد و در رقابت‌های آسیا- اقیانوسیه این رشته ورزشی شرکت کرده، جواز حضور در فینال مسابقات را کسب کرده و امروز در دیدار پایانی مقابل میزبان قرار می‌گیرد. یکی از نکات قابل توجه در تیم ملی فوتبال ۷ نفره ایران حضور پدر مهدی طارمی در بین اعضای کادرفنی این تیم است. علیشاه طارمی که در بوشهر یکی از مربیان سازنده فوتبال محسوب می‌شود، مدتی است به عنوان دستیار علی رعدی در تیم ملی فوتبال ۷ نفره فعالیت می‌کند.
پدر مهدی طارمی امروز هم روی نیمکت ایران مقابل استرالیا خواهد نشست و این شانس را دارد تا با کسب یک برد دیگر همراه با تیم ۷ نفره ایران عنوان قهرمانی آسیا را به دست بیاورد.
در پایان رقابت‌های قهرمانی آسیا و اقیانوسیه فوتبال هفت نفره در استرالیا و در مرحله فینال تیم ایران به مصاف تیم استرالیا رفت و با شکست این تیم قهرمان آسیا شد.
به گزارش ایسنا، در آخرین روز از رقابت‌های قهرمانی آسیا و اقیانوسیه فوتبال هفت نفره در استرالیا، تیم ایران در مرحله فینال به مصاف تیم میزبان رفت و با شکست این تیم قهرمان این رقابت‌ها شناخته شد.
ملی‌پوشان ایران در آخرین دیدار خود و در مرحله نهایی استرالیا را با نتیجه ۲ بر صفر شکست دادند.
تیم ملی فوتبال هفت نفره ایران با کسب عنوان قهرمانی این رقابت‌ها جواز حضور در رقابت‌های جهانی اسپانیا۲۰۲۴ را نیز کسب کرد.
در این دیدار مسلم محرابیان و عباس ترابی گل‌های ایران را به ثمر رساندند. در پایان این رقابت‌ها وحید نواب بهترین دروازه‌بان مسابقات و عباس ترابی آقای گل رقابت‌ها شناخته شد.
همچنین در رده‌بندی ژاپن با ۳ گل تایلند را شکست داد و سوم شد.

## راه اندازی تیم ملی زنان
در ۱۴ شهریور ۱۴۰۲ رئیس انجمن فوتبال هفت نفره جواد مقدسی گفت به دنبال فعال کردن فوتبال بانوان توان یاب هستیم و می‌خواهیم یک اردوی چهارجانبه در این حوزه برگزار کنیم.